# 不乗森神社
不乗森神社（のらずのもりじんじゃ）は、愛知県安城市里町森38番地に鎮座する神社。別名は山王様。社格は旧郷社であり、愛知県神社庁が指定する五等級社である。

## 祭神
- 大山咋命（おおやまくいのみこと）

## 歴史
安和元年（968年）、近江国（現在の滋賀県大津市）の日吉大社東本宮の御祭神大山咋命（おおやまくいのかみ）の分霊を勧請して奉斎したと伝えられる。旧鎌倉街道沿いにあたり、「宮橋の里」と称する駅次の所在地であったので社頭通行にあたり馬に乗りし者は下馬して自ら敬虔の念をもって拝礼の上通行した。故に駄野森山王宮と称したが、明治維新改革に際し不乗森神社となる。

## 神猿
古来から、神の使いといえば「八幡様は鳩、春日様は鹿、熊野様は鴉」とされているが、ここでは猿とされている。この神社では神猿を「マサル」と呼び、神威によって魔が去る悪魔が退散するとか、「勝る」何よりも美しいものを内蔵した正義の象徴として伝えている。

## 文化財

### 市指定無形民俗文化財
- 「不乗森神社の湯立神事」
  - 1992年（平成4年）11月3日、安城市の無形民俗文化財に指定された[4]。無病息災や豊作を祈る神事[5]。平安時代中期に始まり、中断を経て約250年前に復活した[6]。

## 基礎情報
所在地
- 愛知県安城市里町森38番地

アクセス
- 名鉄名古屋本線・西尾線新安城駅からあんくるバス北部線7番系統で「里町内会」バス停下車後北へ400m。

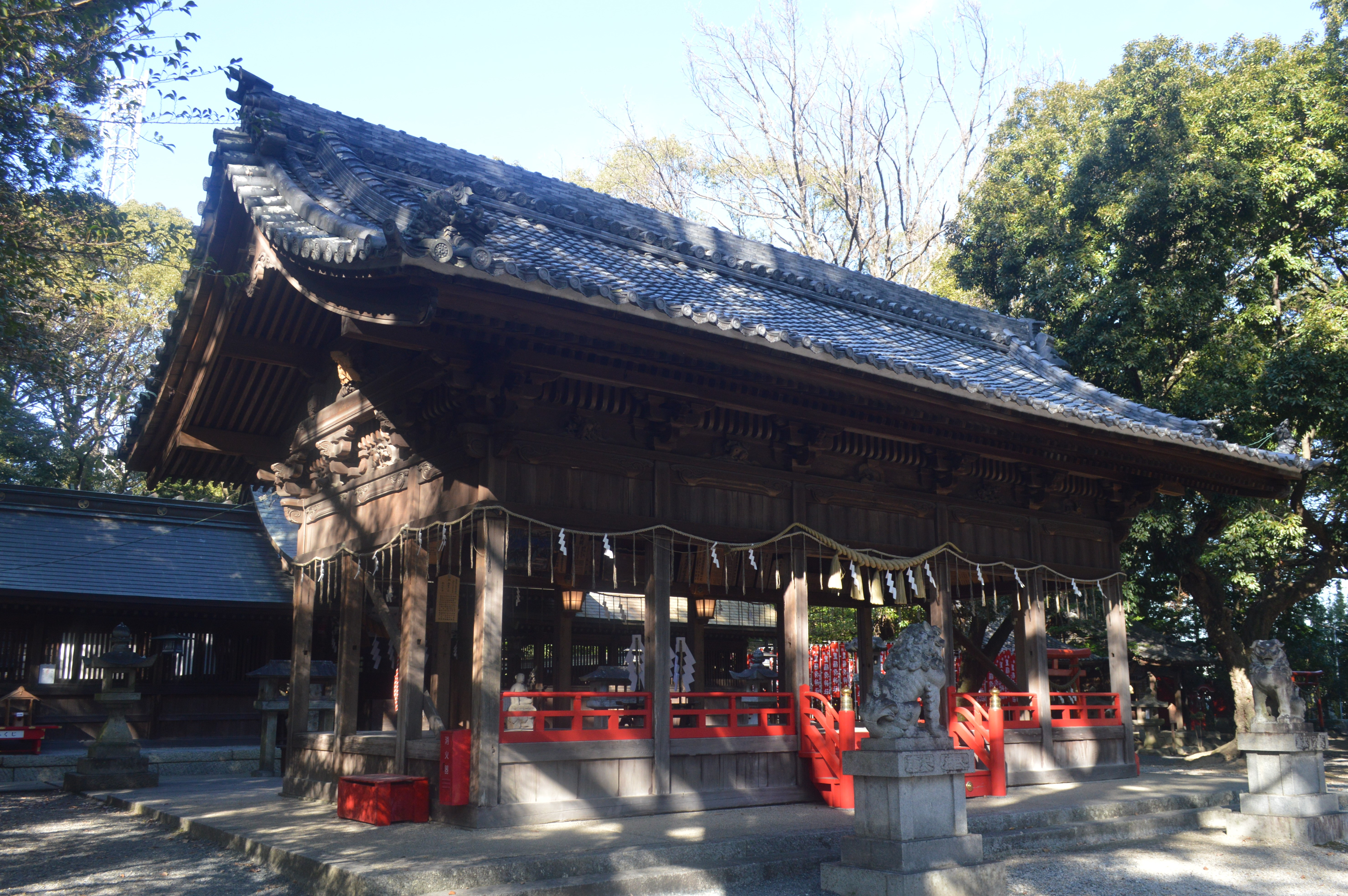
神楽殿
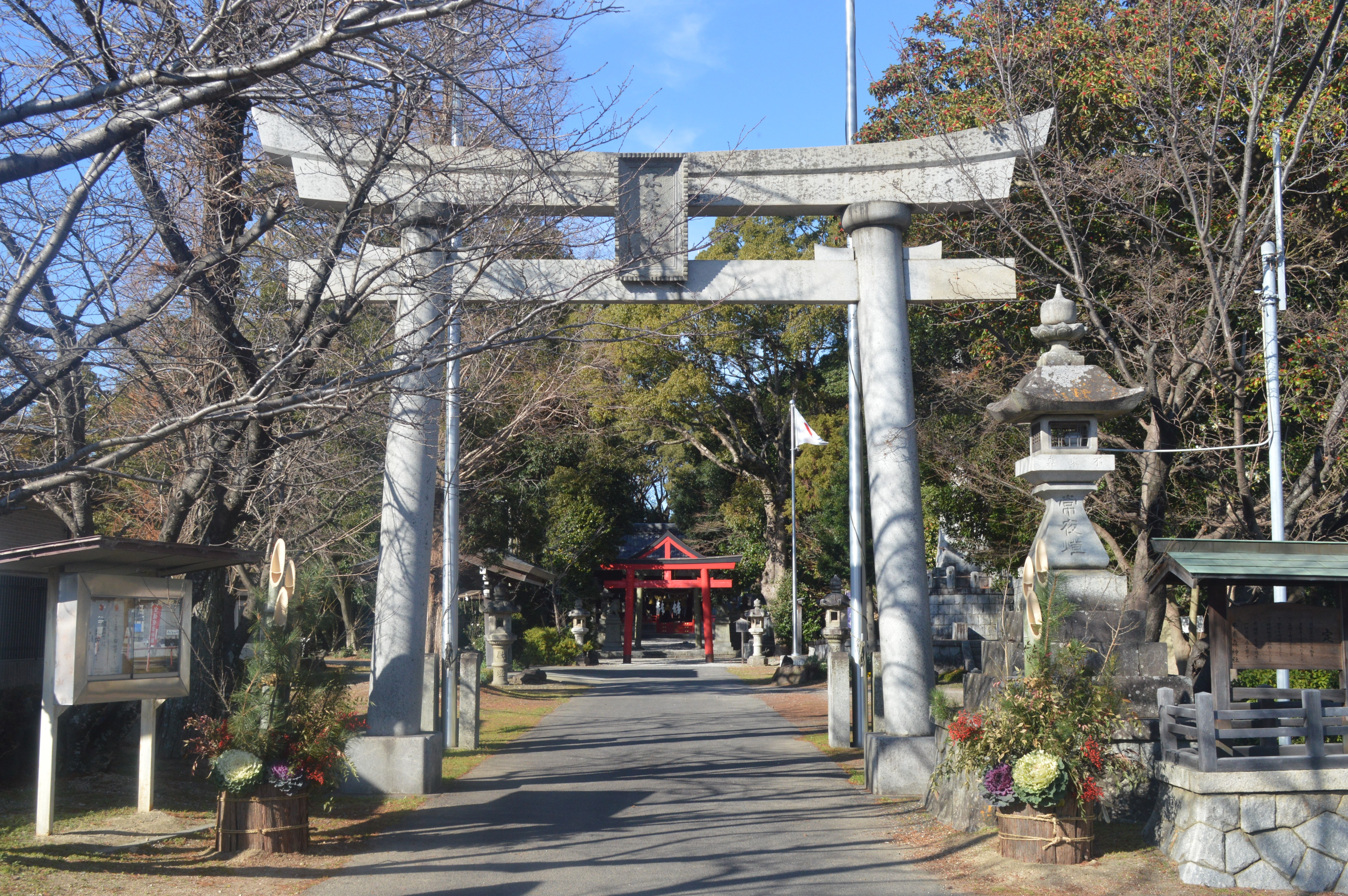
一の鳥居
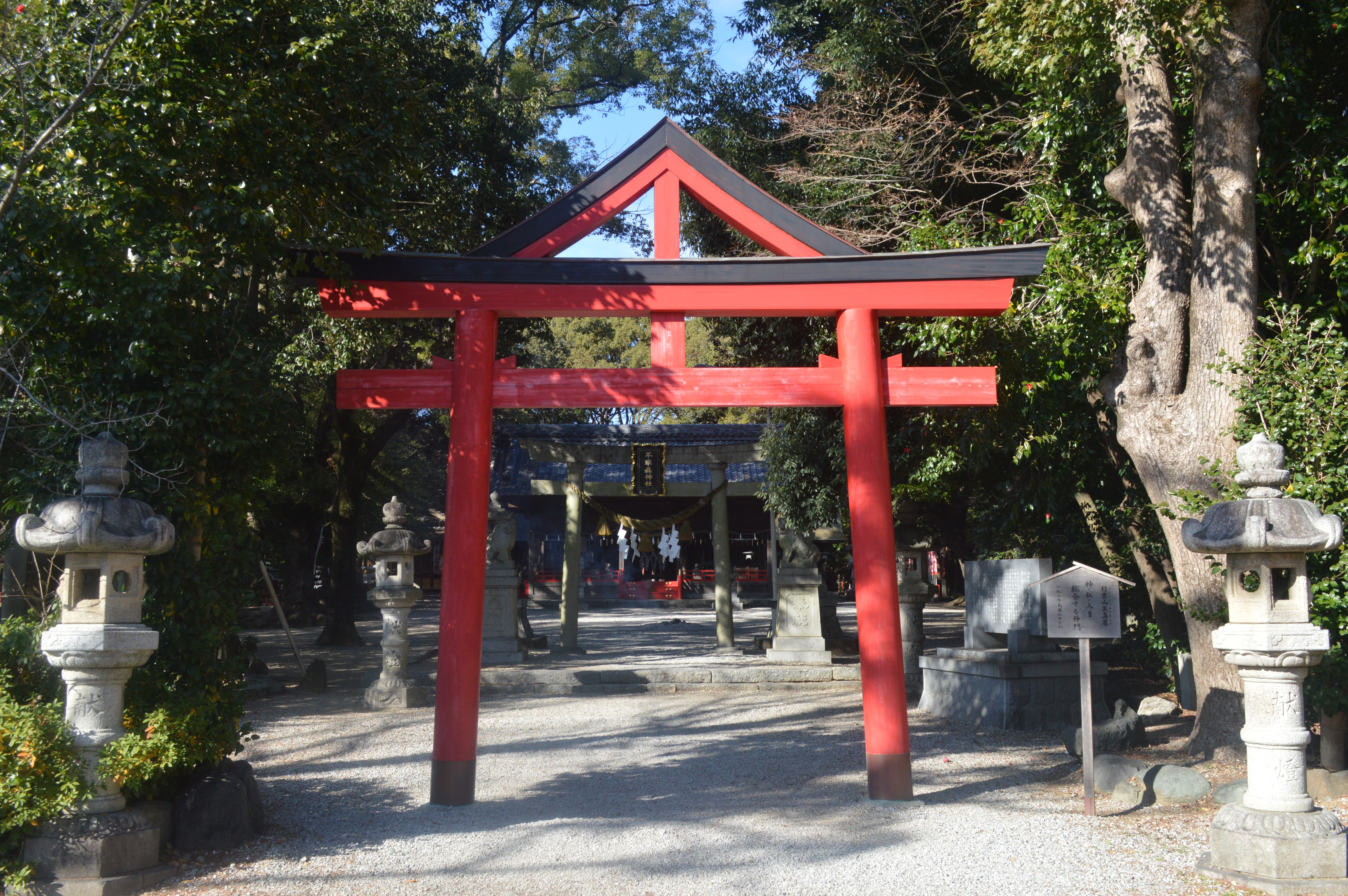
二の鳥居
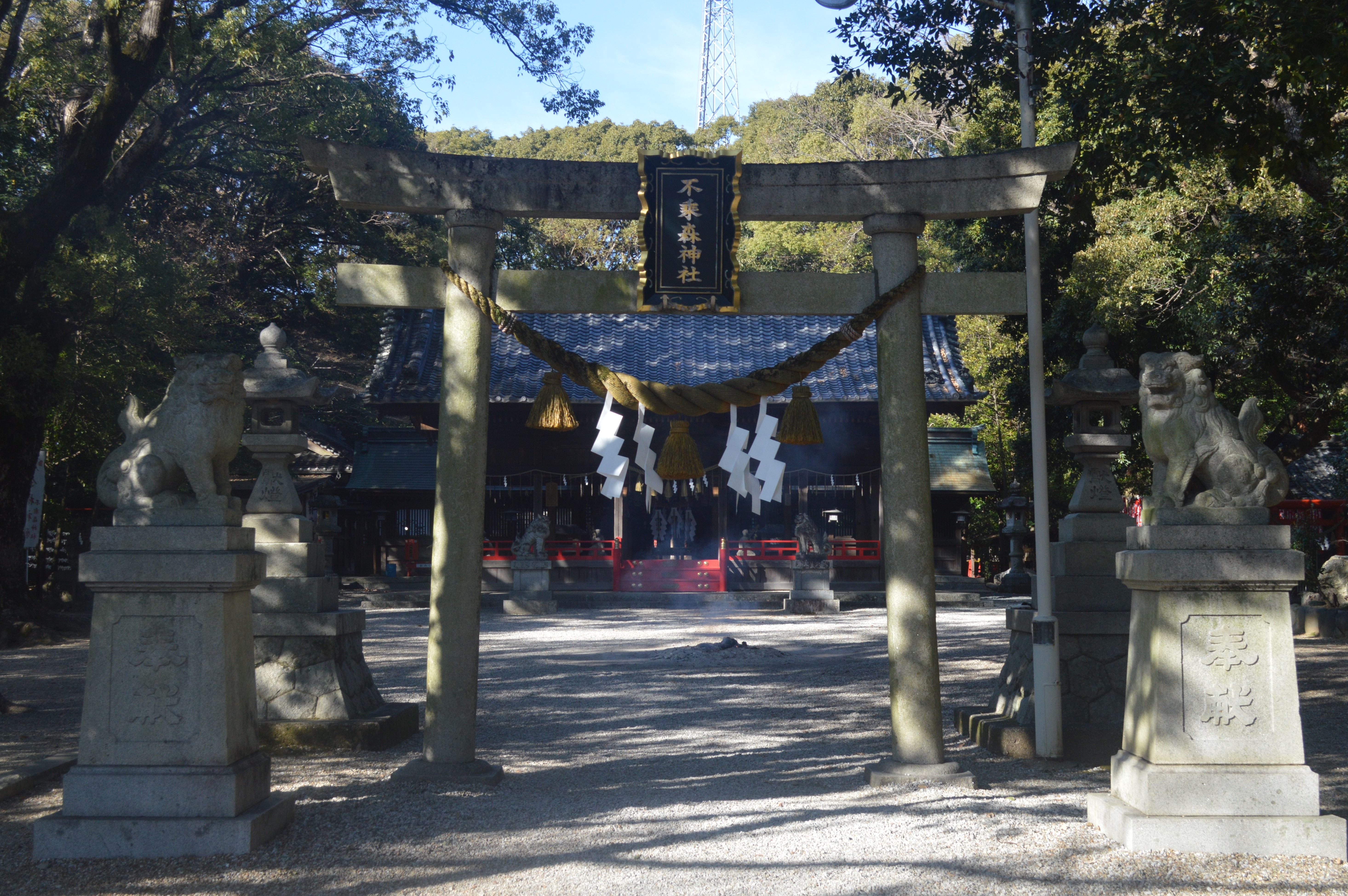
三の鳥居